# Melanis seleukia
Melanis seleukia is een vlindersoort uit de familie van de prachtvlinders (Riodinidae), onderfamilie Riodininae.
Melanis seleukia werd in 1910 beschreven door Stichel.